# Levenhookia
Levenhookia, também conhecido como o styleworts, é um gênero de 10 espécies reconhecidas na família Stylidiaceae e é endêmica na Austrália. O gênero é restrito a Austrália Ocidental quase que exclusivamente com algumas exceções: áreas de L. pusilla entendesse até a Austrália Meridional, a faixa da L. dubia se estende pelo sul da Austrália em Victoria e Nova Gales do Sul, L. sonderi são nativas apenas para Victoria, e L. chippendalei também são encontradas no Território do Norte.